# Het vuur van Christus
Het vuur van Christus is een hoorspel van Edzard Schaper. Das Feuer Christi werd op 31 oktober 1964 door de Westdeutscher Rundfunk uitgezonden. Gérard van Kalmthout vertaalde het en de KRO zond het uit in het programma Dinsdagavondtheater op dinsdag 7 januari 1969. De regisseur was Willem Tollenaar. Het hoorspel duurde 73 minuten.

## Rolbezetting
- Johan Schmitz (Jan Hus)
- Jan Borkus, Paul Deen, Tonny Foletta, Gerard Heystee, Maarten Kapteijn, Han König, Anton Kuyl, Cees van Ooyen, Huib Orizand, Pim Peters, Cees Pijpers, Joan Remmelts, Willy Ruys, Frans Somers, Han Surink, Steye van Brandenberg, Paul van der Lek, Jos van Turenhout & Hans Veerman (verdere medewerkenden)

## Inhoud
Dit is een hoorspel over het leven en de dood van Jan Hus. In het middelpunt van het hoorspel staat de figuur van de rond 1370 in het Böhmerwald geboren hervormer Jan Hus. Als aanhanger van de leer van Wyclif kwam Hus in conflict met de Praagse aartsbisschop. Onder toezegging van een vrijgeleide werd hij in 1414 uitgenodigd op het Concilie van Konstanz. Hij weigerde zijn leer te herroepen, werd op 28 november 1414 aangehouden en op 6 juli 1415 in Konstanz als "ketter" verbrand. Edzard Schaper confronteert in zijn stuk het oerchristelijk radicalisme van Hus met de autoriteit van de katholieke kerk…